# TOI-2109b
TOI-2109b는 허큘리스자리에 위치한 외계 행성이다. 2021년에 새로이 발견된 행성이다.

## 설명
TOI-2109b는 지구에서 855 광년 떨어진 곳에 위치하고 있으며 TOI-2109라는 항성을 공전하고 있다. 이 행성은 뜨거운 목성인 외계 행성 중 하나이며 모항성과 불과 240만km 떨어진 거리에서 공전하고 있기 때문에 행성의 온도가 섭씨 3,358° 정도로 매우 높은 상태가 된다. 이때문에 이 행성은 초고온목성에 속하는 행성 중에 하나가 되며 행성의 온도가 항성에 속하는 M형 주계열성보다 높은 것이 되고 지금까지 발견된 외계 행성들 중에선 케플러-70b와 KELT-9b 다음으로 온도가 매우 높은 행성에 속한다. TOI-2109b의 모항성인 TOI-2109도 태양보다 더 뜨거운 항성의 유형인 F형 주계열성이다. TOI-2109b는 이로 인해 다른 뜨거운 목성이나 초고온목성처럼 조석 고정이 되어있고 모항성을 향해 항상 같은 면을 향하고 있다. 이행성은 공전 주기가 불과 16시간 밖에 되지않으며 이는 공전 주기가 불과 9시간 밖에 안되서 이거보다 더 짧은 가스 행성인 K2-22b 다음으로 가장 공전 주기가 짧은 가스 행성에 속하게 된다. TOI-2109b는 모항성에 너무 근접하여 온도가 매우 높고 공전 주기까지 짧은 외계 가스 행성인 K2-22b와 더불어 지금도 다른 뜨거운 목성들보다 모항성과 더 빠르게 가까워지고 있기 때문에 행성의 온도가 점점 올라가고 있으며 수백만 년 후에는 결국 모항성에 흡수되어 소멸될 것으로 보이는 외계 행성이다.

## 같이 보기
- 목성형 행성
- 뜨거운 목성
- 외계 행성
- 고물자리